# Protégé (Software)
Protégé ist ein Editor zur Modellierung von Ontologien in der Informatik.
Der Ontologie-Editor wurde am Institut für Medizinische Informatik an der Stanford University in Kalifornien konzipiert und wird mittlerweile als Open-Source-Anwendung – unter der Mozilla Public License – frei zur Verfügung gestellt. Protégé wurde ursprünglich dazu entwickelt, um Wissensdatenbanken beziehungsweise Ontologien zu medizinischen Forschungszwecken zu erstellen. Bei diesen Ontologien im informatischen Sinne handelt es sich um formale, maschinenlesbare Repräsentationen von Wissen in einem bestimmten Fachbereich (sog. Domäne), das durch sogenannte Konzepte und Relationen abgebildet wird.
Mit Protégé können solche Wissensdatenbanken angelegt, mit Informationen gefüllt und Wissen daraus abgefragt werden. Die Entwicklungs- und Laufzeitumgebung ist in Java programmiert und damit plattformunabhängig.
Die Wissensmodellierung mit formalen Beschreibungssprachen ist in Protégé auf zwei Arten möglich:
- Protégé-frames arbeitet mit dem frame-basierten Ansatz der Wissensrepräsentation, der Informationen über bestimmtes Domänenwissen in einer hierarchischen Struktur von Konzepten, Attributen von Konzepten (Slots) und Konzept-Instanzen (Individuen) vorsieht.
- Protégé-OWL beruht auf der Web Ontology Language (OWL), dem Standard zur Ontologie-Erstellung innerhalb des Semantic Web. Im Unterschied zum frame-basierten Ansatz kommen hier noch logische Mechanismen hinzu, durch die implizites Wissen aus der modellierten Datenstruktur – auch übergreifend aus mehreren Ontologien – inferiert werden kann.

Protégé verzeichnet gut 300.000 registrierte Nutzer (Stand: Mai 2016).